# دیمبولکومبارا
دیمبولکومبارا (به لاتین: Dimbulkumbura) یک منطقهٔ مسکونی در سری‌لانکا است که در استان مرکزی (سری‌لانکا) واقع شده‌است.